# Рижская (платформа, Октябрьская железная дорога)
Ри́жская — временно закрытый остановочный пункт на главном ходу Октябрьской железной дороги (Ленинградское направление) в городе Москве. Первый остановочный пункт после Москвы-Пассажирской (Ленинградского вокзала) на этом направлении Московского железнодорожного узла.
Открыт одновременно со станцией метро «Рижская» в 1958 году. Назван по Рижскому вокзалу, расположенному поблизости.

## Платформы
Рижская имеет четыре пассажирских платформы, расположенных на двух отдалённых друг от друга двухпутных участках перегона между станциями Москва-Пассажирская и Москва-Товарная.

### Первая и вторая платформы

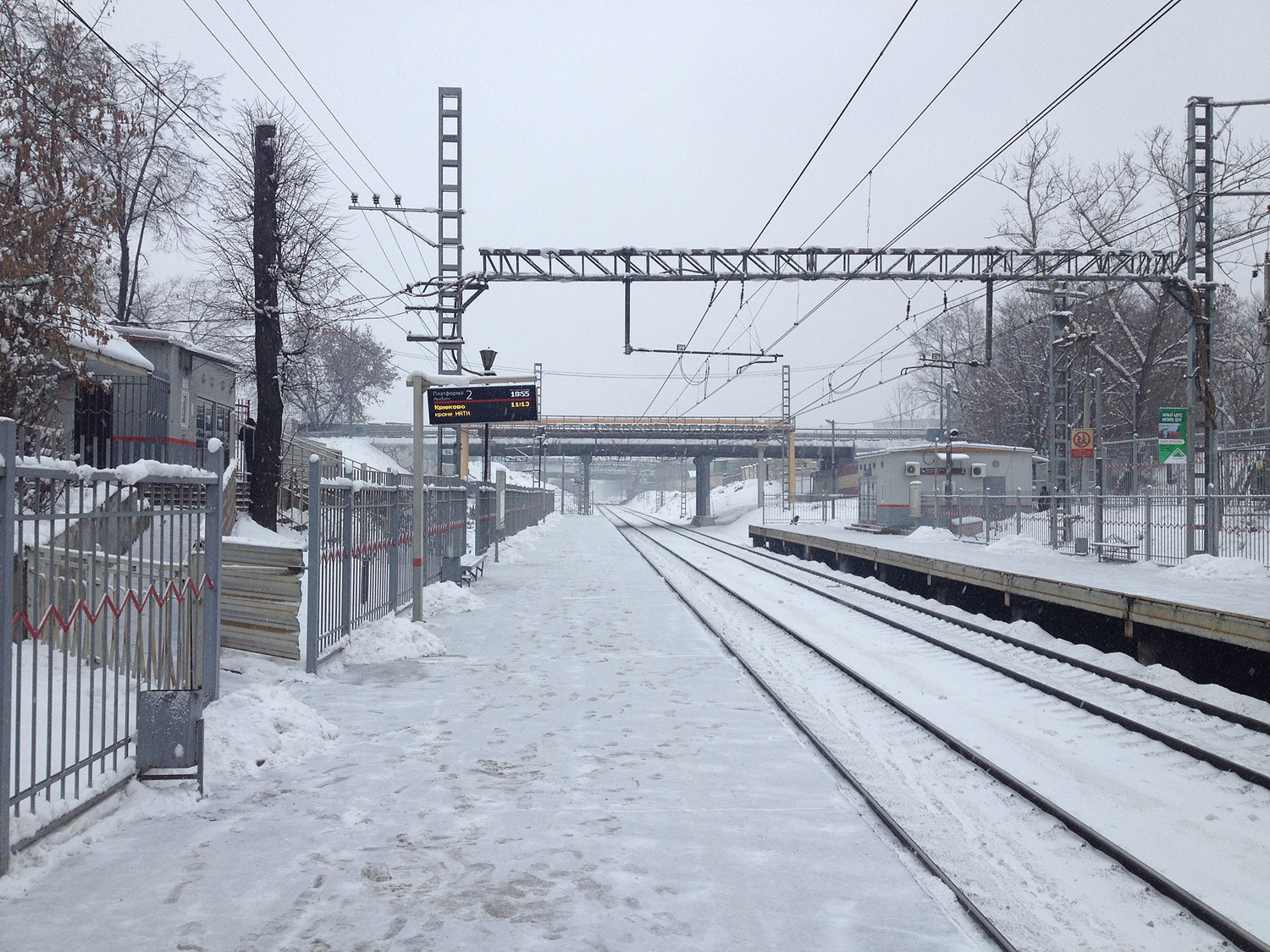
Платформа Рижская Октябрьской железной дороги, 1-я и 2-я платформы по направлению на Тверь (2014 год)

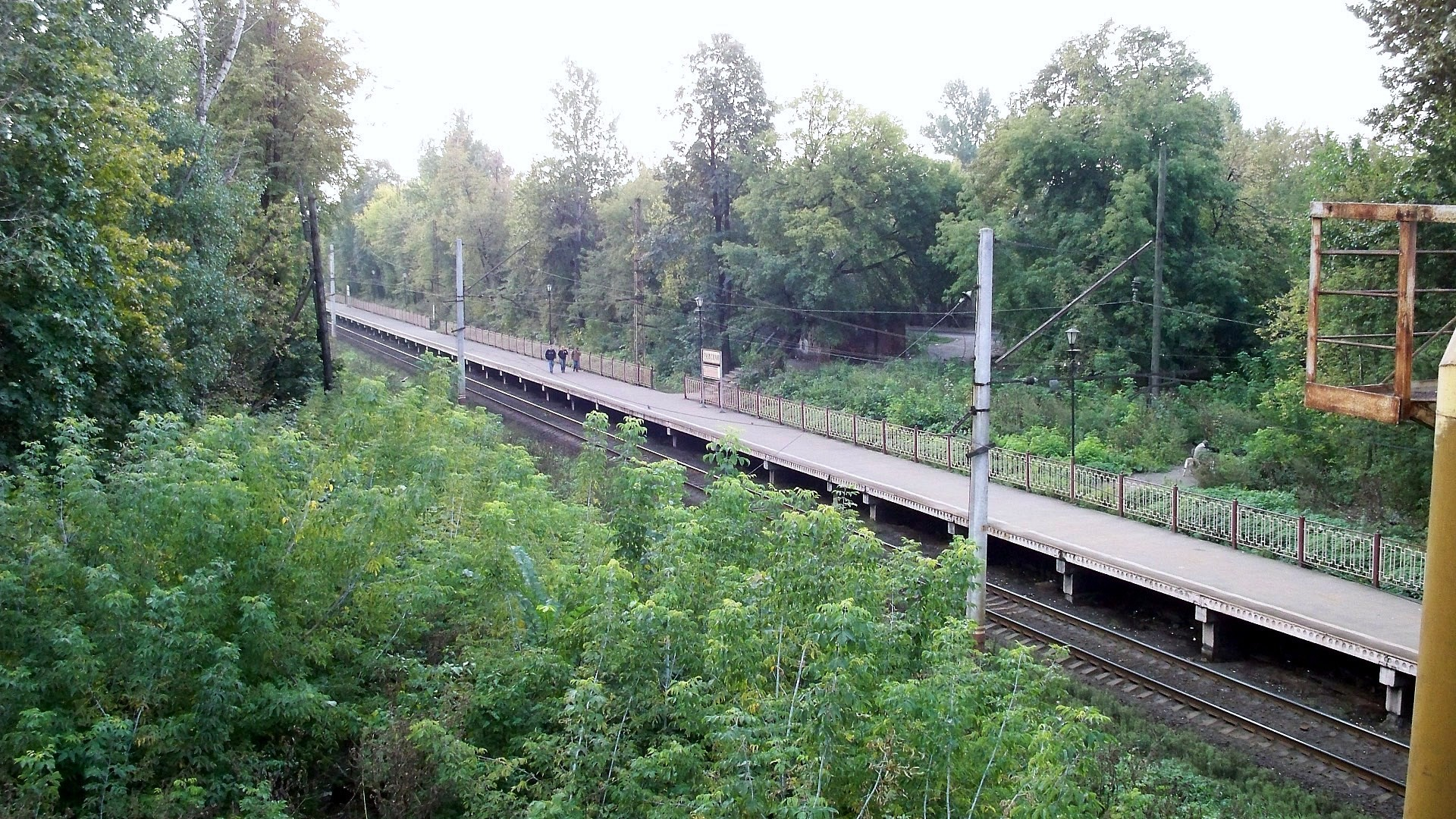
Платформа № 1 до прокладки второго пригородного пути (2008 год)

Платформы № 1, 2 расположены на обходном двухпутном участке (пути № I, II), огибающем с востока путевое развитие станций Москва-Пассажирская и Николаевка МЖД, а также множество гаражей. На этом участке движение левостороннее (меняется на правостороннее после платформы Останкино), он предназначен только для движения пригородных электропоездов в штатном режиме.
Вход на северо-восточную платформу (на Москву-Пассажирскую) через турникеты с 11 июня 2014 года. Юго-западная платформа (от Москвы) оборудована турникетами с 22 августа 2014.
До мая 2010 года этот обходной участок был однопутным с одной платформой (бывшая платформа № 1, теперь № 2, юго-западная).
С 7 ноября 2022 года платформы 1 и 2 закрыты на реконструкцию.

### Третья и четвёртая платформы
Прямые платформы № 3, 4 находятся у главных путей для движения поездов дальнего следования (пути № III, IV, движение правостороннее). Соединены между собой пешеходным мостом, по которому можно перейти и на остановочный пункт Рижская МЦД-2, а также пройти в сторону метро «Рижская» и к Рижскому вокзалу. Третья платформа — боковая у главного пути на Москву. Четвёртая — островная, между главным путём из Москвы и одним из путей станции Москва-Пассажирская (главные пути входят в границы станции далее на юго-восток).
Начиная с 30 мая 2010 года основная остановка всех пригородных поездов была перенесена на платформы № 1 и № 2, на платформах № 3 и № 4 они останавливались только в случае особых изменений в расписании, или для нескольких электропоездов в течение некоторых периодов (последний раз в апреле 2018 года из-за ночных ремонтов по I и II пути).

### Реконструкция для МЦД-3
Для полной эксплуатации в составе МЦД-3 осуществляется реконструкция. Время открытия, предположительно,  IV квартал 2026 года.
Платформа будет находиться между «Останкино» и «Митьково».

## Наземный общественный транспорт
На этой станции можно пересесть на следующие маршруты городского пассажирского транспорта:
- Автобусы: м2, м9, 33, 265, 418, с510, 519, 539, с585, 604, 714, 778, 903, т42, н9